# Коефіцієнт кореляції рангу Спірмена

Кореляція Спірмена рівна 1, коли дві змінні монотонно пов'язані між собою, навіть якщо це відношення не є лінійним. З іншого боку, це не дає досконалої кореляції Пірсона.

Коли дані приблизно еліптично розподілені і немає помітних викидів, коефіцієнти кореляції Спірмена та Пірсона дають близькі значення.

Кореляція Спірмена є менш чутливою, ніж кореляція Пірсона відносно сильних викидів, які знаходяться в кінці обох зразків.

Коефіцієнт кореляції рангу Спірмена — непараметрична міра статистичної залежності між двома змінними; названий на честь Чарльза Спірмена. Він оцінює наскільки добре можна описати відношення між двома змінними за допомогою монотонної функції. Якщо немає повторних значень даних, то коефіцієнт Спірмена дорівнює 1 або −1, це відбувається коли кожна змінна є монотонною функцією від іншої змінної. Коефіцієнт кореляції, як і будь-яке обчислення кореляції, підходить для безперервних та дискретних змінних, у тому числі порядкових.

## Визначення та розрахунок
Коефіцієнт кореляції Спірмена визначається як коефіцієнт кореляції Пірсона між ранжуванням змінних. Для вибірки обсягу n множини Xi, Yi перетворюються в ряди xi, yi та обчислюється таким чином:
{\displaystyle \rho ={\frac {\sum _{i}(x_{i}-{\bar {x}})(y_{i}-{\bar {y}})}{\sqrt {\sum _{i}(x_{i}-{\bar {x}})^{2}\sum _{i}(y_{i}-{\bar {y}})^{2}}}}.}
Однаковим значенням (ранг зв'язків або величина дублікатів) присвоюється ранг, що дорівнює середньому числу їхніх позицій в порядку зростанні величини. У наведеній нижче таблиці зверніть увагу, що ранг значень xi при однаковій величині змінної Xi є однаковими:
| Зміна {\displaystyle X_{i}} | Позиція в порядку зростання | Ранг {\displaystyle x_{i}}             |
| --------------------------- | --------------------------- | -------------------------------------- |
| 0.8                         | 1                           | 1                                      |
| 1.2                         | 2                           | {\displaystyle {\frac {2+3}{2}}=2.5\ } |
| 1.2                         | 3                           | {\displaystyle {\frac {2+3}{2}}=2.5\ } |
| 2.3                         | 4                           | 4                                      |
| 18                          | 5                           | 5                                      |

У застосуваннях, де повторювані значення відсутні, для розрахунку може бути використана проста процедура. Різниця {\displaystyle d_{i}=x_{i}-y_{i}} між рангами кожного спостереження від двох змінних вираховуються і визначається за формулою:
{\displaystyle \rho =1-{\frac {6\sum d_{i}^{2}}{n(n^{2}-1)}}.}
Зауважимо, що цей останній спосіб не слід використовувати в тих випадках, коли набір даних буде скорочуватись, тобто, коли коефіцієнт кореляції Спірмена бажаний для верхнього запису X (або шляхом попереднього зміни положення або після зміни рангу або й те, й інше).

## Пов'язані величини
Є кілька інших числових критеріїв, які кількісно визначають ступінь статистичної залежності між парами спостережень. Найбільш поширеним з них є коефіцієнт Пірсона, який є аналогічним до методу кореляції рангу Спірмена, який вимірює «лінійні» співвідношення між значеннями, а не між їхніми рангами. 
Альтернативна назва для рангової кореляції Спірмена є «степінь кореляції», в ній «ранг» зі спостережень замінюється на «степінь». В неперервних розподілах, степінь спостереження, за домовленістю, завжди вдвічі менше, ніж ранг, і, отже, степінь і ранг кореляції по суті одна й таж величина. У більш загальному сенсі «степінь» спостережень пропорційна оцінці частки населення менше заданого значення, при цьому половина спостереження регулюється досліджуваними величинами. Таким чином, це відповідає одній можливій обробці пов'язаних рангів. У той час як незвичайне, термін «степінь кореляції» досі використовується.

## Інтерпретація
Знак кореляції Спірмена вказує напрямок зв'язку між Х (незалежною змінною) та Y (залежною змінною). Якщо Y має тенденцію до збільшення, коли Х збільшується, коефіцієнт кореляції Спірмена є додатнім. Якщо Y має тенденцію до зменшення, коли X збільшується, коефіцієнт кореляції Спірмена від'ємний. Коефіцієнт Спірмена рівний нулю вказує на те, що Y не збільшується та не зменшується при збільшенні X. Збільшення коефіцієнта Спірмена відбувається при наближенні величин X та Y один до одного таким чином, що вони можуть стати монотонною функцією один одного. Коли X і Y монотонно пов'язані, коефіцієнт кореляції Спірмена набуває значення 1. Ідеальне монотонне зростання співвідношення передбачає, що для будь-яких двох пар значень даних (xi, yi) та (xj, yj): xi- xj та yi- yj завжди мають однаковий знак. Ідеальне монотонно спадне співвідношення передбачає, що xi- xj та yi- yj завжди мають протилежні знаки.
Коефіцієнт кореляції Спірмена часто описується як «непараметричний». Це може мати два значення. По-перше, той факт, що найкращі результати повної кореляції Спірмена які бувають тоді, коли X та Y пов'язані будь-якою монотонною функцією, можна порівняти з кореляцією Пірсона, яка приймає найкраще значення лише коли X та Y зв'язані лінійною функцією. По-друге, кореляція Спірмена є непараметричною в тому сенсі, що його точний розподіл вибірки може бути отриманий без необхідності відомостей про параметри спільного розподілу імовірності X та Y.

## Приклад
У цьому прикладі ми будемо використовувати вихідні дані в таблиці, щоб обчислити кореляцію між IQ людини з кількістю годин, проведених перед телевізором на тиждень.
| IQ, {\displaystyle X_{i}} | Години, проведені за телевізором — {\displaystyle Y_{i}} |
| 106                       | 7                                                        |
| 86                        | 0                                                        |
| 100                       | 27                                                       |
| 101                       | 50                                                       |
| 99                        | 28                                                       |
| 103                       | 29                                                       |
| 97                        | 20                                                       |
| 113                       | 12                                                       |
| 112                       | 6                                                        |
| 110                       | 17                                                       |

По-перше, ми повинні знайти значення {\displaystyle d_{i}^{2}} . Для цього ми зробимо наступні кроки, відображені в таблиці нижче:
1. Сортування даних першої колонки ({\displaystyle X_{i}}). Створення нової колонки і привласнити його ранжируваних значень 1,2,3, … N.
2. Далі, сортування даних другої колонки ({\displaystyle Y_{i}}). Створення четвертої колонки і так само присвоїти їй ранжируваних значень 1,2,3, … N.
3. Створення п'ятої колонки {\displaystyle d_{i}} , що є різницею двох стовпців рангу ({\displaystyle X_{i}} та {\displaystyle Y_{i}}).
4. Створення останнього стовпця {\displaystyle d_{i}^{2}} для зберігання значення стовпця {\displaystyle d_{i}} у квадраті.
| IQ, {\displaystyle X_{i}} | Години, проведені за телевізором {\displaystyle Y_{i}} | ранг {\displaystyle x_{i}} | ранг {\displaystyle y_{i}} | {\displaystyle d_{i}} | {\displaystyle d_{i}^{2}} |
| 86                        | 0                                                      | 1                          | 1                          | 0                     | 0                         |
| 97                        | 20                                                     | 2                          | 6                          | −4                    | 16                        |
| 99                        | 28                                                     | 3                          | 8                          | −5                    | 25                        |
| 100                       | 27                                                     | 4                          | 7                          | −3                    | 9                         |
| 101                       | 50                                                     | 5                          | 10                         | −5                    | 25                        |
| 103                       | 29                                                     | 6                          | 9                          | −3                    | 9                         |
| 106                       | 7                                                      | 7                          | 3                          | 4                     | 16                        |
| 110                       | 17                                                     | 8                          | 5                          | 3                     | 9                         |
| 112                       | 6                                                      | 9                          | 2                          | 7                     | 49                        |
| 113                       | 12                                                     | 10                         | 4                          | 6                     | 36                        |

Коли знайдено {\displaystyle d_{i}^{2}} , ми можемо знайти {\displaystyle \sum d_{i}^{2}=194}. n=10 . Таким чином, тепер ці значення можна підставити в рівняння:
{\displaystyle \rho =1-{\frac {6\times 194}{10(10^{2}-1)}}}
де ρ = -29/165 = −0.175757575…
```
ρ
- рівень (
статистична значущість
) дорівнює 0,68640058 (використали t розподіл Стьюдента).
```

Таке невелике значення показує, що кореляція між IQ та годинами, проведеними за телевізором дуже низька. У випадку коли вихідні значення пов'язані — ця формула не може бути використана. Замість коефіцієнта кореляції Персона повинні бути пораховані ранги.

## Визначення терміна
Один з підходів до тестування: наскільки спостережуване значення ρ значно відрізняється від нуля (г завжди в діапазоні −1 ≤ г ≤ 1) — це обчислення ймовірності того, що значення ρ було б більше або дорівнює змінній г, враховуючи нульову гіпотезу, за допомогою тесту перестановки. Перевагою цього підходу є те, що він автоматично враховує кількість прив'язаних значень даних, що є в зразку, і способі, яким розглядали при обчисленні рангу кореляції.
Інший підхід паралельно використовує перетворення Фішера у розумінні коефіцієнта кореляції Персона. Тобто, довірчий інтервал та перевірка гіпотези, пов'язаних з значенням можуть бути знайдені за допомогою перетворення Фішера:
{\displaystyle F(r)={1 \over 2}\ln {1+r \over 1-r}=\operatorname {arctanh} (r).}
Якщо F(r) є перетворенням Фішера для r, то для коефіцієнта кореляції рангу Спірмена та n — розміру вибірки справедливо :
{\displaystyle z={\sqrt {\frac {n-3}{1.06}}}F(r)}
Це є z — значення для r, які приблизно наближується до нормального розподілу в нульовій гіпотезі статистичної незалежності (ρ=0).
Можна також перевірити на використання значення:
{\displaystyle t=r{\sqrt {\frac {n-2}{1-r^{2}}}}}
яка поширюється приблизно як t-розподіл Стьюдента з {\displaystyle n-2} ступенями свободи при нульовій гіпотезі. Обґрунтування цього результату залежить від перестановки аргументів.
Узагальненням коефіцієнта Спірмена корисно використовувати в ситуаціях, коли є три або більше умов, ряд спостережуваних суб'єктів та відомо, що спостереження матимуть певний порядок. Наприклад, ряду суб'єктів може бути дано три випробування з використанням однакових завдань, і це передбачає, що від випробування до випробування буде відбуватися поліпшення якості виконання. Тест значущості тенденції між умовами в такій ситуації був розроблений E. B. Page і, як правило, називається тестом Пейджа для тенденцій між упорядкованими альтернативами.